# Eugoa sordidata
Eugoa sordidata là một loài bướm đêm thuộc phân họ Arctiinae, họ Erebidae.